# Вешние воды
«Ве́шние во́ды» — повесть Ивана Сергеевича Тургенева, рассказывающая историю любви русского помещика за границей.

## Контекст повести
В конце 1860-х годов и первой половине 1870-х Тургенев написал ряд повестей, относившихся к категории воспоминаний о далёком прошлом («Бригадир», «История лейтенанта Ергунова», «Несчастная», «Странная история», «Степной король Лир», «Стук, стук, стук», «Вешние воды», «Пунин и Бабурин», «Стучит» и др.). Из них повесть «Вешние воды», герой которой представляет собой еще одно интересное добавление к тургеневской галерее безвольных людей, стала наиболее значимым произведением этого периода. Слово «вешние» — устар. форма слова «весенние».

## Герои повести
По мере появления в повести:
- Дмитрий Павлович Санин — русский помещик
- Джемма Розелли (затем Слоком) — дочь хозяйки кондитерской
- Эмиль — брат Джеммы, сын фрау Леноре
- Панталеоне — старый слуга
- Луиза — служанка
- фрау Леноре — хозяйка кондитерской, мама Джеммы
- Карл Клюбер — жених Джеммы
- барон Дёнгоф — немецкий офицер, позже — майор
- фон Рихтер — секундант барона Дёнгофа
- Ипполит Сидорович Полозов — товарищ Санина по пансиону
- Марья Николаевна Полозова — жена Полозова, покупательница имения

## Содержание
Основное повествование ведётся как воспоминания 52-летнего дворянина и помещика Санина о событиях 30-летней давности, случившихся в его жизни, когда он путешествовал по Европе.
Прожив в Италии доставшееся ему наследство дальней родственницы, Санин возвращался в Россию через Франкфурт. Будучи проездом в городе, Санин зашёл в кондитерскую, где помог молодой дочери хозяйки привести в чувство упавшего в обморок младшего брата. Семья прониклась к Санину симпатией, и неожиданно для себя несколько дней он провёл с ними. Во время его прогулки с Джеммой и её женихом один из молодых немецких офицеров, сидевших за соседним столиком в трактире, позволил себе непочтительную выходку, и Санин вызвал его на дуэль. Дуэль закончилась благополучно для обоих участников. Однако это происшествие сильно встряхнуло размеренное восприятие мира девушки. Она отказала жениху, который не смог защитить её достоинство, а Санин внезапно понял, что полюбил её. Охватившее чувство привело Санина к мысли о женитьбе. Даже мать Джеммы, вначале пришедшая в ужас из-за разрыва Джеммы с женихом, постепенно успокоилась и стала строить планы на их дальнейшую жизнь. Чтобы продать своё имение и получить таким образом деньги на содержание будущей семьи, Санин поехал в Висбаден к богатой жене своего пансионного товарища Полозова, которого он случайно встретил во Франкфурте. Однако богатая и молодая русская красавица Марья Николаевна по своей прихоти соблазнила Санина и сделала его одним из своих любовников. Не в силах противиться сильной натуре Марьи Николаевны, Санин едет за ней в Париж, но вскоре оказывается ненужным и со стыдом возвращается в Россию, где жизнь его вяло проходит в светской суете. Лишь через 30 лет он случайно находит чудом сохранившийся гранатовый крестик, подаренный ему Джеммой. Он мчится во Франкфурт, где выясняет, что Джемма через два года после тех событий вышла замуж и счастливо живёт в Нью-Йорке с мужем и пятью детьми. Он пишет ей, прося лишь прощения, и получает его вместе с фотографией дочери Джеммы — она выглядит точь-в-точь как та молодая итальянская девушка, которой Санин когда-то предложил руку и сердце.

## Экранизации
- 1915 — «Вешние воды» (Россия) (фильм не сохранился)
- 1924 — «Вешние воды» / Frühlingsfluten (Германия), режиссёр Николай Маликов
- 1950 — «Вешние воды» / Torrents of Spring, (ТВ) (США) режиссёр Франклин Шеффер (телесериал Студия 1[англ.])
- 1957 — «Вешние воды» / Chun chao (Гонконг). Реж. Чинг Доу[англ.]
- 1959 — «Вешние воды» / The Torrents of Spring (ТВ), (Великобритания)
- 1962 — «Вешние воды» / Proljetne vode (ТВ) (Югославия), режиссёр Анте Викулин
- 1968 — Вешние воды / Jarní vody (Чехословакия). Реж. Вацлав Кршка
- 1971 — Вешние воды / Aguas primaverales (ТВ) (Испания), сериал «Одиннадцатый час»[исп.]
- 1974 — Вешние воды / Frühlingsfluten {ТВ) (ФРГ). Реж. Войтех Ясны
- 1976 — «Фантазия» (ТВ) (СССР). Реж. Анатолий Эфрос. Фильм-балет по мотивам повести «Вешние воды».
- 1989 — «Вешние воды» / Torrents of Spring) (Италия, Франция, Великобритания). Реж. Ежи Сколимовский
- 1989 — «Поездка в Висбаден» (СССР, Австрия, Чехословакия). Реж. Евгений Герасимов

## В других видах искусства
- Симфоническая поэма «Вешние воды» (нем. Frühlingswogen; 1891) немецкого композитора Филиппа Шарвенки[10]; впервые исполнена 12 декабря 1891 года в Нью-Йорке Нью-Йоркским филармоническим оркестром под управлением Антона Зайдля[11].
- Балет в двух действиях «Вешние воды» (композитор Владимир Кобекин, либретто Владимир Кобекин и Кирилл Симонов). Саратовский театр оперы и балета (хореограф Кирилл Симонов, дирижёр-постановщик Юрий Кочнев, художники Екатерина Злая и Александр Барменков; премьера состоялась в рамках 31-го Собиновского фестиваля 23 мая 2018 года)[12].
- Спектакль «Русский человек на rendez-vous» (руководитель постановки Евгений Каменькович); Мастерская Петра Фоменко, премьера состоялась 21 октября 2011[13].